# 1894年鐵路
此條目列出1894年發生有關鐵路運輸的事件。

## 事件

### 1月
- 1月4日：日本鐵道尻內站延長至八之戶站，是後來的八戶線一部分。

### 4月
- 4月29日：芝加哥湖街高架鐵路（英语：Lake Street Elevated Railroad）西延至拉拉米（英语：Laramie (CTA)）（第52）大道。

### 7月
- 7月20日：總州鐵道通車，來往市川站至佐倉站。
- 7月26日：播但鐵道通車。

### 11月
- 11月19日：青梅鐵道通車。

### 12月
- 12月21日：川越鐵道川越線通車。